# 四条隆叙
四条隆叙（しじょう たかのぶ、享保15年（1730年）11月9日 - 享和元年（1801年）10月22日）は、江戸時代中期の公卿。初名は正親町季栄。

## 官歴
- 元文5年（1740年）：従五位上、侍従
- 寛保3年（1743年）：正五位下、筑前権介
- 延享元年（1744年）：右少将
- 延享3年（1746年）：従四位下、播磨権介
- 寛延元年（1748年）：右中将
- 寛延2年（1749年）：従四位上
- 宝暦2年（1752年）：正四位下
- 宝暦5年（1755年）：従三位
- 宝暦12年（1762年）：正三位、参議
- 明和元年（1764年）：権中納言
- 明和2年（1765年）：従二位
- 明和4年（1767年）：権大納言、正二位
- 寛政9年（1797年）：従一位

## 系譜
- 父：四条隆安
- 養子：四条隆師（中山栄親の子）
- 養子：西大路隆良（山科頼言の子）